# Kanton Baigneux-les-Juifs
Baigneux-les-Juifs is een voormalig kanton van het Franse departement Côte-d'Or. Het kanton maakte deel uit van het arrondissement Montbard. Het werd opgeheven bij decreet van 18 februari 2014, met uitwerking op 22 maart 2015. De gemeenten werden toegevoegd aan het kanton Châtillon-sur-Seine, met uitzondering van La Villeneuve-les-Convers dat werd toegevoegd aan het kanton Montbard.

## Gemeenten
Het kanton Baigneux-les-Juifs omvatte de volgende gemeenten:
- Ampilly-les-Bordes
- Baigneux-les-Juifs (hoofdplaats)
- Billy-lès-Chanceaux
- Chaume-lès-Baigneux
- Étormay
- Fontaines-en-Duesmois
- Jours-lès-Baigneux
- Magny-Lambert
- Oigny
- Orret
- Poiseul-la-Ville-et-Laperrière
- Saint-Marc-sur-Seine
- Semond
- Villaines-en-Duesmois
- La Villeneuve-les-Convers